# قربان أباد (ديباج)
قربان أباد (بالفارسية: قربان‌آباد) هي قرية تقع في إيران في قسم دیباج الريفي. يقدر عدد سكانها بـ 103 نسمة .